# Opus spicatum

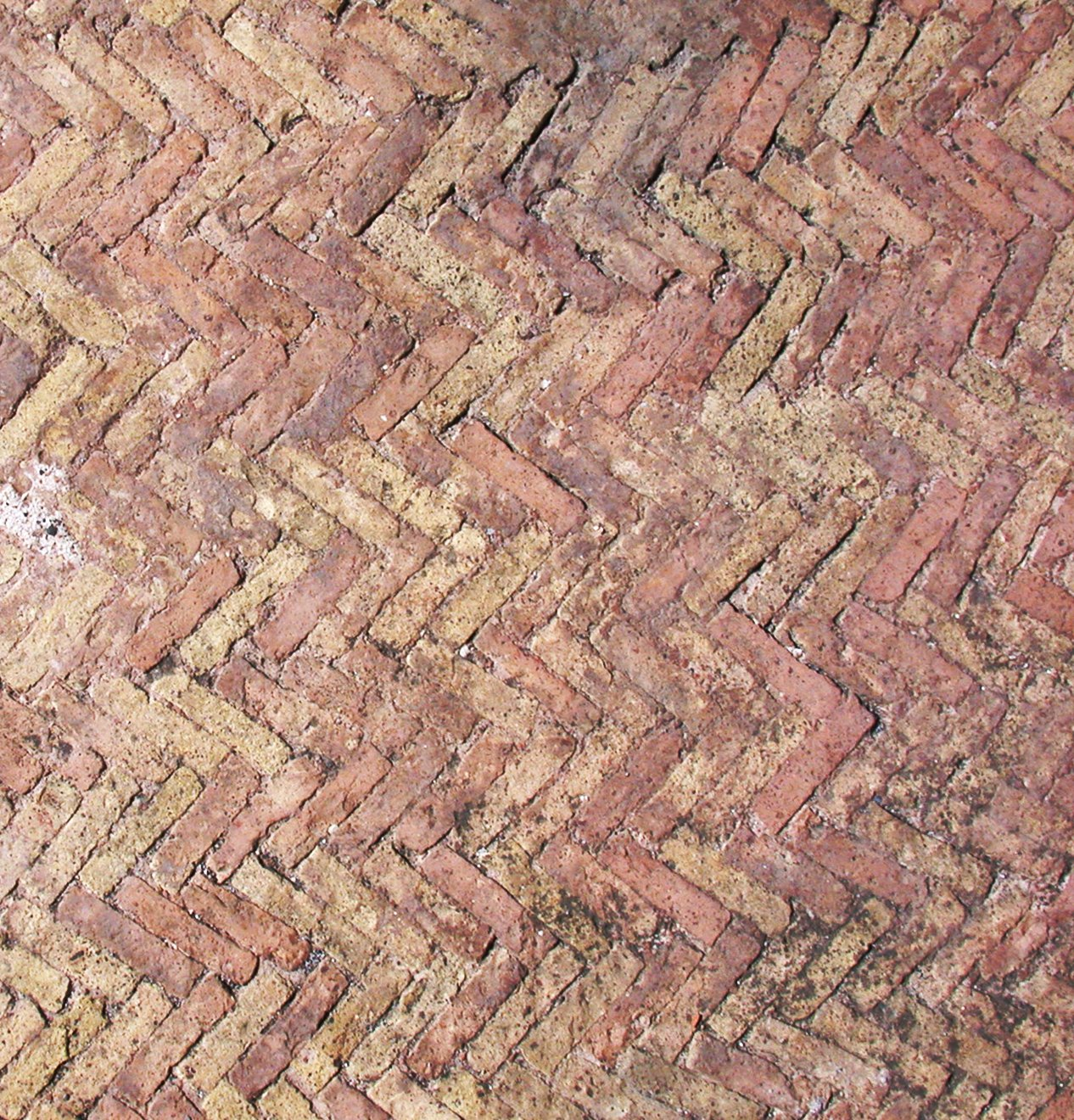
Paviment dels Mercats de Trajà, a Roma, en opus spicatum

L'opus spicatum (terme llatí que significa obra en forma d'espiga), o d'espiga de blat, és un tipus de construcció utilitzada en temps romans i medievals, tot i que en construccions rurals també s'aplicà en el decurs dels segles xvii i xviii. Consta de maons, rajoles o pedra tallada posats en un patró en forma d'espiga.
El seu ús era generalment decoratiu i més comunament s'utilitzava com a paviment, encara que també el trobem com a tècnica de construcció de murs i parets. La seva aplicació en plans horitzontals, com ara paviments o simplement decoratius, no presenta cap problema, si bé l'aplicació en murs de càrrega és inherentment dèbil, ja que els angles oblics dels elements tendeixen a obrir-se horitzontalment sota compressió.
Sovint el terme s'utilitza com a sinònim d'espina de peix, molt similar, amb la diferència que les pedres en espiga estan col·locades fent ziga-zaga, imbricades les unes amb les altres, mentre que les d'espina de peix fan capes horitzontals i rectilínies.

## Galeria d'imatges

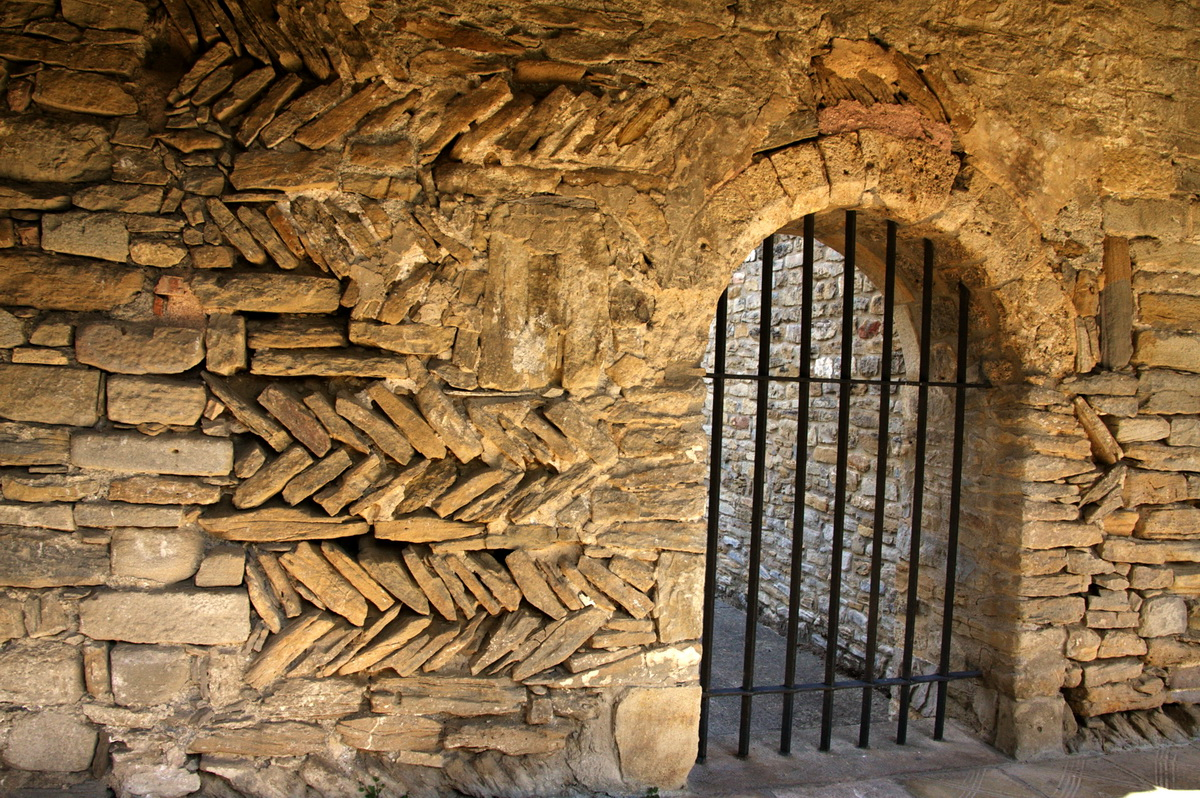
Claustre de la catedral de Sant Vicenç, a Roda d'Isàvena (Baixa Ribagorça)
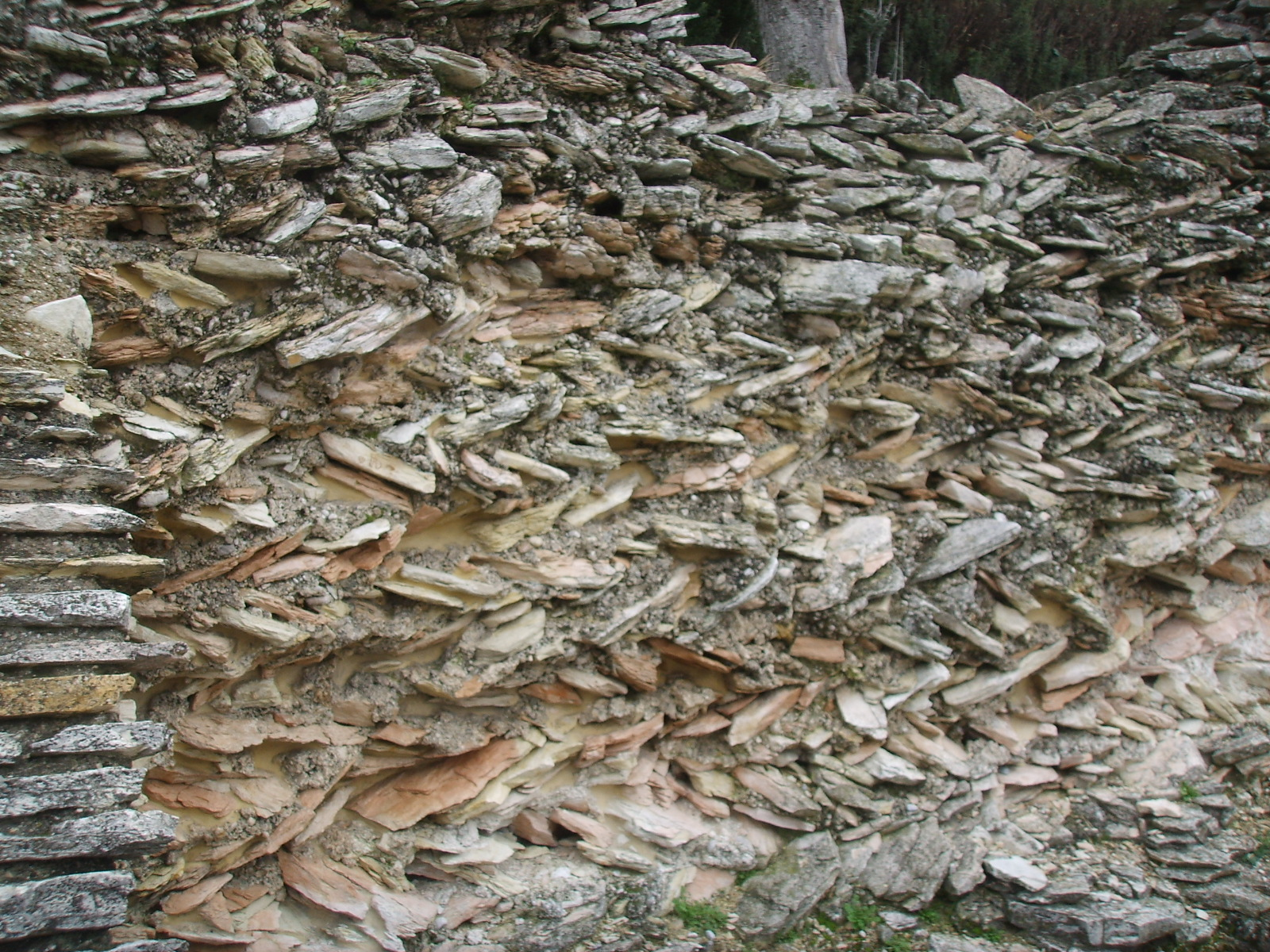
Mur a la vil·la romana de les Grotte di Catullo (Coves de Catul), a Sirmione (Llombardia)
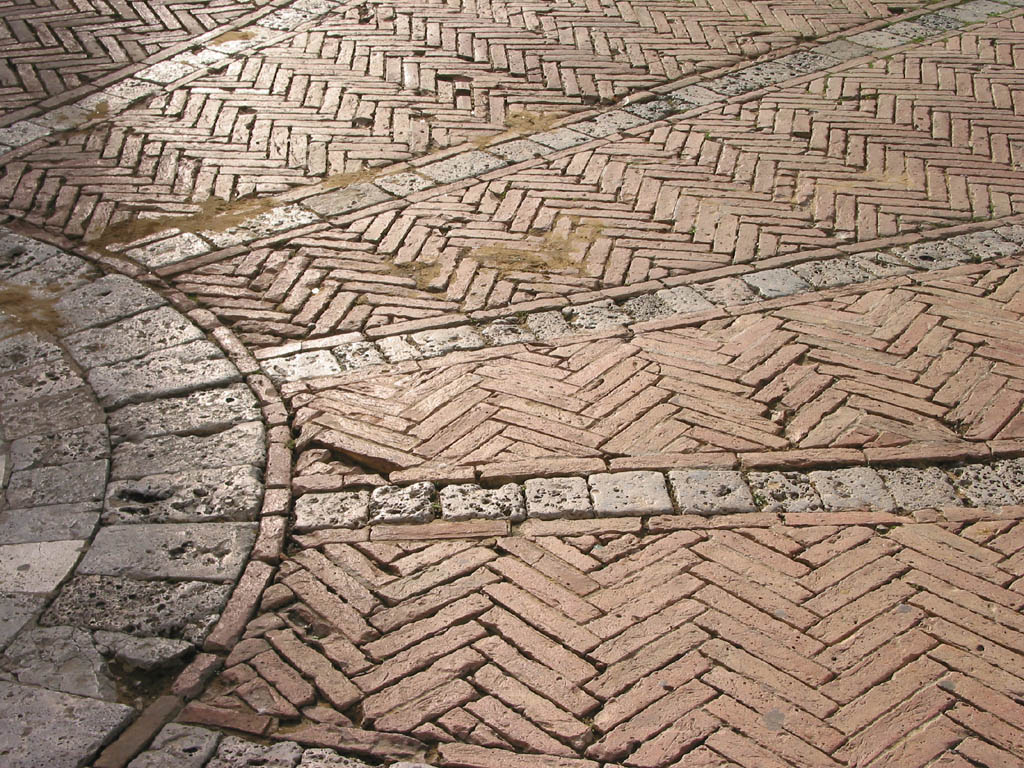
Paviment de la Piazza del Campo, a Siena
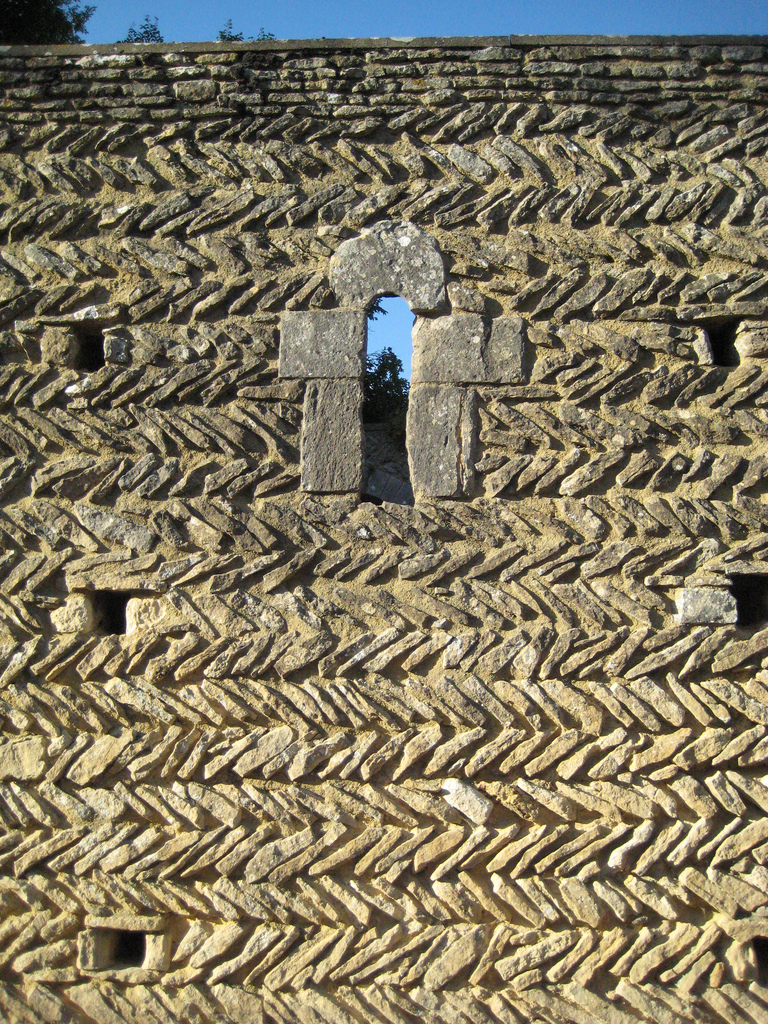
Aparell en espina de peix en un mur a Périers-sur-le-Dan (Calvados)

## Nota
1. ↑  Lourdes Roldán Gómez. El ladrillo y sus derivados en la época romana.  Casa de Velázquez, 1999, p. 265–. ISBN 978-84-7477-747-5 [Consulta: 27 desembre 2011].
2. 1 2   Diccionario de Arte II (en castellà).  Barcelona: Biblioteca de Consulta Larousse. Spes Editorial SL (RBA), 2003, p.132. DL M-50.522-2002. ISBN 84-8332-391-5 [Consulta: 6 desembre 2014].